# Vikevåg
Vikevåg este o localitate din comuna Rennesøy, provincia Rogaland, Norvegia, cu o suprafață de 0,59 km² și o populație de 864 locuitori (2013).